# Derancistrus coeruleus
Derancistrus coeruleus là một loài bọ cánh cứng trong họ Cerambycidae.